# Perce-neige de Voronov
Galanthus woronowii
Espèce
Statut CITES
Galanthus woronowii, ou Perce-neige de Voronov, appelée également Perce-neige de Colchide, est une espèce de perce-neige, nommée en l'honneur du botaniste Youri Voronov (1874-1931), appartenant à la famille des Amaryllidaceae et du genre Galanthus.

## Description
La perce-neige de Voronov est une petite plante vivace herbacée bulbeuse de 4 à 19 cm de hauteur. Son bulbe jaunâtre est ovale, de 2 à 3 cm de longueur et de 2 à 2,5 cm de diamètre. Sa gaine foliaire mesure de 2 à 5 cm de longueur avec des feuilles membraneuses d'un vert brillant. Elles apparaissent silmutanément avec les fleurs, de couleur blanche. Avec le temps, les feuilles s'écartent fortement de la flèche, même légèrement tordues, ce qui est une caractéristique de l'espèce. Ses feuilles sont repliées vers l'avant.
La tige de 10 à 15 cm de hauteur est légèrement plus élevée que les fleurs et légèrement côtelée. La fleur blanche est affaissée. Elle est marquée de vert au tiers inférieur des tépales internes.
Elle fleurit en février, parfois jusqu'à début mars.
Son fruit est une capsule sphérique de 1 à 1,5 cm de diamètre. Les graines mesurent environ 0,5 cm.

## Distribution et habitat
Cette espèce se rencontre dans un aire subtropicale humide restreinte qui couvre la partie côtière de la mer Noire, du Grand Caucase et du Caucase central (Caucase russe, Abkhazie, Géorgie) jusqu'au nord-est de la Turquie. Elle pousse sur des roches calcaires et des pentes pierreuses de forêts de feuillus et de forêts mixtes de conifères à une altitude comprise entre 70 mètres et 1 400 mètres. Elle est souvent associée au buis et à l'if commun.
Elle figure à la liste des espèces menacées du Livre rouge de Russie.

## Horticulture
Cette espèce est cultivée pour les jardins d'ornement et les rocailles depuis les années 1880. Elle était confondue alors avec Galanthus ikariae. Elle s'est naturalisée en Allemagne.

## Taxonomie
Synonymes:
- Galanthus latifolius auct. non Rupr.,
- Galanthus ikariae subsp. latifolius Stern p. p.,
- Galanthus ikariae auct. non Baker